# Rok Flander
Rok Flander (Kranj, 26 giugno 1979) è un ex snowboarder sloveno.

## Biografia
Specialista dello slalom e dello gigante, ha esordito nella Coppa del Mondo di snowboard il 17 gennaio 2001 nel gigante parallelo di Plan de Corones giungendo 33º. Il 22 ottobre 2008 conquista il primo podio in Coppa del Mondo, piazzandosi secondo, nella stessa specialità, a Sölden. Due mesi dopo sale sul gradino più alto del podio nello gigante parallelo disputato a San Vigilio di Marebbe.
Nel 2007 ai Mondiali di Arosa conquista l'oro iridato nel gigante parallelo ed il bronzo in slalom parallelo.
Ha partecipato ai XX Giochi olimpici invernali di Torino 2006, ottenendo come miglior risultato un 7º posto nel gigante parallelo, mentre quattro anni dopo a Vancouver 2010 termina 8° nella medesima disciplina.

## Palmarès

### Mondiali
- 2 medaglie:
  - 1 oro (in slalom gigante parallelo ad Arosa 2007)
  - 1 bronzo (in slalom parallelo ad Arosa 2007)

### Coppa del Mondo
- Miglior piazzamento in classifica generale: 4º nel 2007
- Miglior piazzamento nella Coppa del Mondo di parallelo: 3º nel 2007
- Miglior piazzamento nella Coppa del Mondo di slalom gigante parallelo: 16º nel 2013
- Miglior piazzamento nella Coppa del Mondo di slalom parallelo: 19º nel 2015
- 13 podi:
  - 4 vittorie
  - 4 secondi posti
  - 5 terzi posti

#### Coppa del Mondo - vittorie
| Data             | Luogo                  | Paese       | Disciplina |
| ---------------- | ---------------------- | ----------- | ---------- |
| 13 dicembre 2006 | San Vigilio di Marebbe | Italia      | PGS        |
| 20 ottobre 2007  | Sölden                 | Austria     | PGS        |
| 20 gennaio 2008  | La Molina              | Spagna      | PSL        |
| 16 dicembre 2010 | Telluride              | Stati Uniti | PGS        |

Legenda:

PGS = Slalom gigante parallelo

PSL = Slalom parallelo